# Obsjtina Kalojanovo
Obsjtina Kalojanovo (bulgariska: Община Калояново) är en kommun i Bulgarien.   Den ligger i regionen Plovdiv, i den centrala delen av landet, 130 km öster om huvudstaden Sofia.
Obsjtina Kalojanovo delas in i:
- Begovo
- Duvanlii
- Dălgo pole
- Zjitnitsa
- Pesnopoj
- Răzjevo Konare
- Tjernozemen
- Dolna machala
- Ivan Vazovo

Följande samhällen finns i Obsjtina Kalojanovo:
- Kalojanovo

Trakten runt Obsjtina Kalojanovo består till största delen av jordbruksmark. Runt Obsjtina Kalojanovo är det ganska glesbefolkat, med 39 invånare per kvadratkilometer.